# Pagodidaphne
Pagodidaphne é um gênero de gastrópodes pertencente a família Raphitomidae.

## Espécies
- Pagodidaphne colmani Shuto, 1983[2]
- Pagodidaphne schepmani (Thiele, 1925)[3]